# Keep Spinning (singolo)
Keep Spinning è un singolo della cantante statunitense Chanel West Coast, pubblicato il 26 giugno 2013 come secondo estratto dall'album in studio Now You Know. È stato prodotto da Richard Velonskis (Rich Skillz).

## Video musicale
Il video musicale è stato reso disponibile il 16 maggio 2013, anticipando la pubblicazione del singolo, e prodotto dalla Winky Productions.

## Tracce
1. Keep Spinning – 3:19